# Auguri professore
Auguri professore ( literal, Felicidades, profesor ) es una película de comedia dramática italiana de 1997 dirigida por Riccardo Milani. 

## Argumento
La película está ambientada en una escuela cerca de Roma y en un pequeño pueblo de montaña de la región de los Abruzos. Los chicos del colegio donde enseña el profesor Vincenzo Lipari, profesor de italiano, se encuentran en una grave crisis. La crisis, sin embargo, no es sólo la de un típico joven adolescente: es una verdadera crisis colectiva que empuja a los jóvenes estudiantes a no estudiar y preocuparse por la vida, a creer en falsos ideales y a perderse en el vórtice de la ignorancia, lo que no les deparará nada bueno en el futuro. Vincenzo Lipari intenta ayudar a los chicos, pero también está frustrado como ellos porque ni siquiera pueden organizar un programa de lecciones de italiano del año. Y así el hombre, tratando de comprender las nuevas exigencias de la juventud, recuerda sus primeros años escolares: el pasado, cuando los profesores no tenían que pedir a los alumnos que se portaran bien en la escuela, porque era todo lo contrario.

## Elenco
- Silvio Orlando : profesor Lipari
- Claudia Pandolfi : Luisa
- Duilio Del Prete : director
- Imma Piro : profesora Sollazzo